# Estniska riddarhuset
Estniska riddarhuset (estniska: Eestimaa rüütelkonna hoone) var ursprungligen byggt 1848 som samlingslokal för Estlands riddarhus, och är sedan 1991 en temporär byggnad för Estlands konstmuseum och konstakademi.
Fastigheten där huset byggdes mellan 1846 och 1848, tillhörde det estniska ridderskapet från 1652. Den nuvarande byggnaden är den fjärde riddarhusbyggnaden och är ett kulturminne.. De två första förstördes i bränder och den tredje, från 1684, blev för liten. 
Den fjärde och sista byggnaden uppfördes 1846–1848. Byggnaden ritades av Sankt Petersburgarkitekten Georg Winterhalter (1822–1894), är byggd i L-form i nyklassisk stil och har två våningsplan. Interiören är till större del bevarad. Bottenvåningen har en rymlig lobby, varifrån en paradtrappa leder upp till andra våningen, där det finns två salar. 
Under åren 1920–1940 inrymde den före detta riddarhusbyggnaden utrikesdepartementet och under åren 1948–1992 Estlands nationalbibliotek. Åren 1993–2005 användes byggnaden av Estlands konstmuseum, under den tid som Kadriorgs slott var stängt för renovering. Från 2009 har byggnaden varit temporär lokal för Estlands konstakademi.